# 科韋洛 (加利福尼亞州)
科韋洛（英語：Covelo）是位於美國加利福尼亞州門多西諾縣的一個人口普查指定地區。

## 地理
科韋洛的座標為39°47′35″N 123°14′53″W / 39.79306°N 123.24806°W，而該地最高點為海拔高度426米（即1398英尺）。

## 人口
根據2010年美國人口普查的數據，科韋洛的面積為18.489平方千米，當中陸地面積為18.377平方千米，而水域面積為0.112平方千米。當地共有人口1255人，而人口密度為每平方千米67人。